# Chorozinho-de-asa-vermelha
Formigueirinho-d'orlas-ruivas ou chorozinho-de-asa-vermelha (Herpsilochmus rufimarginatus) é uma espécie de ave da família Thamnophilidae.
Pode ser encontrada nos seguintes países: Argentina, Bolívia, Brasil, Colômbia, Equador, Panamá, Paraguai, Peru, Suriname e Venezuela.
Seus habitats naturais são: florestas secas tropicais ou subtropicais, florestas subtropicais ou tropicais húmidas de baixa altitude, regiões subtropicais ou tropicais húmidas de alta altitude e matagal árido tropical ou subtropical.